# Magua wiangaree
Genre
Espèce
Magua wiangaree, unique représentant du genre Magua, est une espèce d'araignées aranéomorphes de la famille des Desidae.

## Distribution
Cette espèce est endémique de Nouvelle-Galles du Sud en Australie. Elle se rencontre dans la forêt d'État de Wiangaree et le parc national des Border Ranges.

## Description
La carapace de la femelle holotype mesure 3,0 mm de long sur 1,9 mm de large et l'abdomen 2,5 mm de long sur 1,8 mm de large. La carapace du mâle paratype mesure 2,9 mm de long sur 1,9 mm de large et l'abdomen 2,5 mm de long sur 1,8 mm de large.

## Étymologie
Son nom d'espèce lui a été donné en référence au lieu de sa découverte, la forêt d'État de Wiangaree.

## Publication originale
- Davies, 1998 : A revision of the Australian metaltellines (Araneae: Amaurobioidea: Amphinectidae: Metaltellinae). Invertebrate Taxonomy, vol. 12, no 2, p. 211-243.